# 千葉勇五郎
千葉 勇五郎（ちば ゆうごろう、1870年9月8日（明治3年8月13日） - 1946年（昭和21年）4月21日）は、日本の牧師・教育者。日本のバプテスト派の指導者、関東学院名誉院長。

## 生涯
仙台藩校養賢堂の数学指南役の子として、仙台片平町に生まれる。県立尋常中学校在学中に、E・H・ジョーンズ宣教師の聖書研究会に入り、入信する。
1890年（明治23年）、20歳で横浜浸礼教会で川勝鉄弥より浸礼（洗礼）を受ける。東京英和学校英語師範科で学んだ後、1893年（明治27年）にアメリカへ留学し、コルビー大学、ロチェスター神学校で学ぶ。1898年（明治31年）に帰国し、1899年（明治32年）より四谷バプテスト教会牧師になり、1905年には巡回牧師になる。
尚絅女学校、東京学院、同志社女学校の教頭を歴任する。さらに福岡神学校校長在任中、1910年（明治43年）に日本バプテスト神学校(のち関東学院神学部)が開校され、教頭に就任する。1918年、東京学院の院長に就任する。その東京学院が1927年（昭和2年）に関東学院と合併すると、副院長に就任する。1932年に院長に就任し、1937年に名誉院長になる。
1933年（昭和8年）、日本バプテスト東部組合理事長に就任する。1940年（昭和15年）、日本バプテスト西部組合と日本バプテスト東部組合が合同して、日本バプテスト基督教団が創立された時に統理に選ばれた。
1940年10月17日の神嘗祭の日に青山学院で開催された皇紀二千六百年奉祝全国基督教信徒大会の祈祷を担当して、｢一心一体祖国の使命達成のために、御国建設の為に、我らの身も魂も尽くすことを赦してくださるように。新しき天と新しき地を地上に実現する者となることができるように｣と祈っている。
1941年日本基督教団が成立する時に、第4部の参与に就任した。その他、日本基督教連盟、日本日曜学校協会、日本キリスト教青年会同盟、キリスト教学校教育同盟などの会長や理事を歴任した。墓所は多磨霊園。

## 著書

### 単著
- 『パウロ研究』開拓社、1927年5月。全国書誌番号:47016020。
- 『ヨハネ伝』現代新約聖書註解全書刊行会〈現代新約聖書註解全書 第4巻〉、1933年2月。全国書誌番号:46086531。
  - 『ヨハネ伝』（訂正増補）現代新約聖書註解全書刊行会〈現代新約聖書註解全書 第4巻〉、1936年4月。全国書誌番号:44019028。
- 『非常時文学黙示録の現代研究』文書堂、1935年7月。全国書誌番号:47017663。
- 『我国の宗教問題』東北新生館、1936年4月。全国書誌番号:44022575。
- 『パウロ伝』基督教出版社〈基督教読本 第1〉、1936年12月。全国書誌番号:46050087。
- 『殉教の使徒ペテロ研究』教文館、1942年4月。全国書誌番号:46003727。

### 編集
- 『社会に関する耶蘇の教訓』日本基督教青年会同盟〈聖書研究叢書〉、1909年10月。全国書誌番号:40049818。
- 『東洋伝道の開拓者 ジヤドソン小伝』警醒社、1912年12月。全国書誌番号:42001827。
- 『プロテスタント海外伝道先覚者ウヰリアム・ケアレー』福音書館、1935年11月。全国書誌番号:47019677。

### 翻訳
- エス・デー・ゴルドン『人を導く人』教文館、1914年7月。全国書誌番号:43012652。
- ジヨン・エー・ブローダス『説教学』日本基督教興文協会、1915年4月。全国書誌番号:43012790。
- ゼームス・エイチ・ブルツクス『救の解説』日本基督教興文協会、1916年4月。全国書誌番号:43012860。
- ボズウオス『イエス研究』開拓社、1922年12月。全国書誌番号:43036736。
  - ボスヲース『イエス研究』（3版）開拓社、1924年6月。全国書誌番号:52012132。
- ロバルト・ホール『現代無宗教主義』日本基督教興文協会〈基督教思想叢書〉、1925年4月。全国書誌番号:42011012。
- エデイントン『科学と見えざる世界』新生堂〈基督教思想叢書 第4輯 第2巻〉、1931年5月。全国書誌番号:47029813。